# Гудхью (город, Миннесота)
Гудхью (англ. Goodhue) — город в округе Гудхью, штат Миннесота, США. На площади 2,4 км² (2,4 км² — суша, водоёмов нет), согласно переписи 2002 года, проживают 778 человек. Плотность населения составляет 329,7 чел./км².
- Телефонный код города — 651
- Почтовый индекс — 55027
- FIPS-код города — 27-24398[1]
- GNIS-идентификатор — 0644219[2]